# Allée Vivaldi
L'allée Vivaldi est une voie située dans le quartier de Picpus du 12e arrondissement de Paris.

## Situation et accès
Elle débute 104, rue de Reuilly et se termine au 1, rue Albinoni.
L'allée Vivaldi est accessible par les lignes de métro 6 et 8 à la station Daumesnil et 6 à la station Dugommier.

## Origine du nom
Elle porte le nom du compositeur italien Antonio Vivaldi.

## Historique
Cette voie a été créée, sous le nom provisoire de voie BG/12, lors du réaménagement de la ZAC Reuilly à la fin des années 1980 et fait partie intégrante de la Promenade plantée. Elle comporte au 12 au foyer pour jeunes fonctionnaires de la Ville de Paris.

## Bâtiments remarquables et lieux de mémoire
- Jardin de Reuilly ;
- Promenade plantée ;
- Jardin de la gare de Reuilly ;
- Passerelle André-Léo.